# Decretale

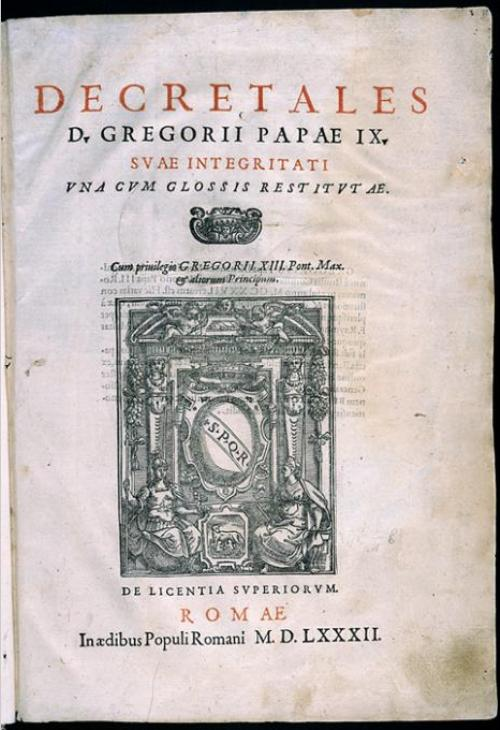
Liber Extra di Gregorio IX del 1234.

Una decretale (dal latino epistola decretalis, plurale epistolae decretales) è una lettera firmata da un papa contenente disposizioni giuridiche, riguardanti un caso singolo, alle quali va riconosciuto un valore generale.
La più antica decretale pervenuta, scritta da papa Siricio, risale al 385. Il primo pontefice a promulgare ufficialmente una raccolta di decretali fu Innocenzo III nel 1210.
Le quattro raccolte più importanti di queste lettere, inserite nel Corpus iuris canonici, sono:
1. le decretali di papa Gregorio IX (Liber Extra, 1234, cinque libri);
2. il Liber Sextus di papa Bonifacio VIII (1298);
3. le Clementinae di papa Clemente V (1305-1314);
4. le Extravagantes di papa Giovanni XXII (1325 circa).

Nell'attuale diplomazia pontifica la lettera decretale è un documento solenne, dato in forma di bolla, e impiegato per la canonizzazione di nuovi santi. Nella gerarchia dei documenti pontifici seguono dalla la lettera enciclica, l'esortazione apostolica, l'epistola apostolica, il sacro concistoro e precedono immediatamente le lettere apostoliche date sub plumbo.